# Hidde Jurjus
Hidde Jurjus (Lichtenvoorde, 9 febbraio 1994) è un calciatore olandese, portiere del Groningen.